# Вкра
Вкра (Дзялдувка) (пол. Wkra, Dzialdówka) — река в северо-восточной Польше, правый приток Нарева. Исток реки находится недалеко от города Нидзица, Вкра впадает в реку Нарев в районе слияния последней с Вислой. Длина реки — 249 км. Площадь водосборного бассейна — 5322 км². Протекала по Восточной Пруссии.
В разных частях течения река Вкра известна под разными названиями:
- Нида — от истока до устья реки Скотовка[пол.]
- Дзиялдовка — в среднем течении
- Вкра — в нижнем течении, до впадения в Нарев. Вкра — равнинная низинная река с большими разливами.

Притоки — Лыдиня, Сона, Насельна, Млавка и Плонка.
В реке водится жерех, усач, лещ, голавль, язь, щука, плотва, красноперка. 

Крупнейшие города — Нидзица, Дзялдово.